# Dendronephthya rigida
Dendronephthya rigida is een zachte koraalsoort uit de familie Nephtheidae. De koraalsoort komt uit het geslacht Dendronephthya. Dendronephthya rigida werd in 1888 voor het eerst wetenschappelijk beschreven door Studer. 